# زنبور سرخ غول‌آسای آسیایی
زنبور سرخ غول‌آسای آسیایی (نام علمی: Vespa mandarinia) یا زنبور قاتل نام یک گونه از سرده زنبور سرخ است.
این‌گونه که بزرگ‌ترین جثه را در بین زنبورهای سرخ دارد، بومی مناطق معتدل و گرمسیری آسیایی شرقی است. زنبور سرخ بزرگ ژاپنی تا ۲ اینچ رشد می‌کند. زهر زنبور توسط نیشی که ۱/۴ اینچ(۶ میلی‌متر) اندازه دارد و درحالیکه هم‌زمان بافت‌های بدن را آب می‌کند به سیستم عصبی نیز حمله می‌کند. یک زنبور به تنهایی می‌تواند یک انسان بالغ را بکشد، و شوک آنافیلاکسی یکی از اثرات جانبی خیلی عادی از نیش زدگی این زنبور است. این زنبورها می‌توانند چندین بار یک انسان را نیش بزنند. علاوه بر این اگر بخواهند شما را نیش بزنند به سختی می‌توانید فرار کنید، چون این زنبور با سرعت ۲۵ مایل در ساعت پرواز می‌کند. این حشره با کشتن بین ۲۰ تا ۴۰ نفر در هر سال در ژاپن بیشتر از هر موجود دیگری در این کشور آدم می‌کشد.

## دمای زنبور
زنبورهای عسل قادرند حرارتی تا ۴۷٫۲ درجه سانتیگراد مانند شعله آتش انتقال دهند و از این طریق زنبور غول پیکر ژاپنی را به دام می‌اندازند؛ زنبورهای عسل می‌توانند حرارتی حدود ۴۹ درجه سانتی‌گراد را تحمل کنند اما زنبورهای هورنت قادر به تحمل بیش از ۴۶ درجه سانتی‌گراد نیستند.